# Grison (roche)
Pour les articles homonymes, voir Grison.

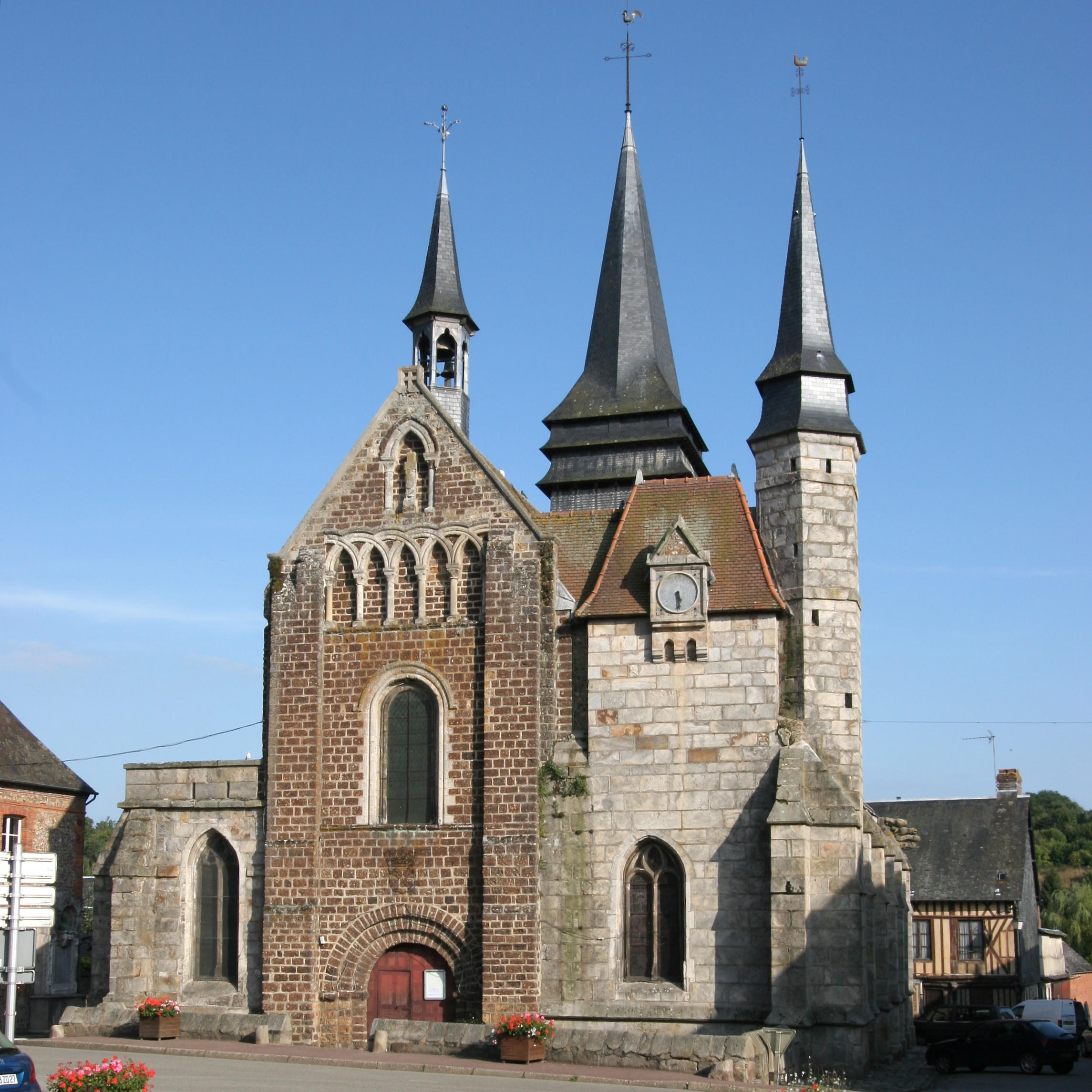
Église paroissiale de Broglie : partie centrale en grison

Le grison est une roche dure de la région du Perche, dans les départements français de l'Orne, l'Eure, de Loir-et-Cher, de la Sarthe et d'Eure-et-Loir.
Cette pierre se trouve naturellement en effleurement sur des plaines humides.
Peu profonde sous le sol, elle est constituée d'un agrégat de cailloux siliceux soudés par un ciment ferrugineux donnant une couleur brun-rouille à l'ensemble. Elle est utilisée pour la construction de murs solides.
Voir en particulier la « tour grise » à Verneuil-sur-Avre (Eure), le donjon du château de Senonches (Eure-et-Loir), l'église de la commanderie d'Arville, de la Fontenelle (Loir-et-Cher) et d'autres constructions des communes avoisinantes.
Enfin, dans le sud de l'Eure, une route touristique est consacrée à la pierre de grison. Elle relie les communes de Rugles (l'église Notre-Dame-d'Outre-l'Eau), Bourth (le Becquet de l'Iton), Chennebrun (l'église Notre-Dame et les Fossés du Roy), Breteuil-sur-Iton (la collégiale Saint-Sulpice et la tour carrée), Verneuil-sur-Avre (la Tour grise et la porte d'Armentières), Damville (les vestiges de l'ancienne forteresse), Avrilly (les vestiges du château médiéval) et Tillières-sur-Avre (la porte fortifiée et l'église Saint-Hilaire),.